# Selección de polo de Uruguay
La selección de polo de Uruguay es el representativo de polo de Uruguay de manera internacional. El polo se disputa competitivamente en aquel país junto con Argentina, Brasil, Chile, Paraguay y Perú.

## Resumen mundialista
La selección uruguaya jamás había logrado clasificar al Campeonato Mundial de Polo hasta la edición de 2017. En enero y febrero de 2017 organizó el Torneo Sudamericano clasificatorio al Campeonato Mundial de Polo de 2017 en donde no pudo clasificar por primera vez a la fase final de un mundial.
En 2022 jugó el Sudamericano en condición de local, también fue la clasificación a la copa de ese año a disputarse en Estados Unidos. El conjunto charrúa al ganar en forma invicta ese torneo obtuvo su primera clasificación al mundial.
Se jugó semifinal perdido contra España. 
Uruguay ganan el 3.º lugar derrotar argentina
| Campeonato Mundial de Polo | Campeonato Mundial de Polo | Campeonato Mundial de Polo | Campeonato Mundial de Polo | Campeonato Mundial de Polo | Campeonato Mundial de Polo |
| -------------------------- | -------------------------- | -------------------------- | -------------------------- | -------------------------- | -------------------------- |
| 1987:                      | No clasificó               | 1989:                      | No clasificó               | 1992:                      | No clasificó               |
| 1995:                      | No clasificó               | 1998:                      | No clasificó               | 2001:                      | No clasificó               |
| 2004:                      | No clasificó               | 2008:                      | No clasificó               | 2011:                      | No clasificó               |
| 2015:                      | No clasificó               | 2017:                      | No clasificó               | 2022:                      | Medalla de bronce          |